# Лиляна Батулева
Лиляна Тодорова Батулева е българска режисьорка.
Родена е в град Варна на 5 декември 1926 г. Завършва ВИТИЗ „Кръстьо Сарафов" през 1954 г. със специалност актьорско майсторство. През 1972 г. специализира телевизионна режисура. В периода 1952-1964 г. играе във Варненския театър.

## Филмография
- Женски сърца (тв, 1985)
- Булевард (1979)
- Мечтател (1975)

## Телевизионен театър
- „Опечалена фамилия“ (1971) – по Бранислав Нушич